# Gila crassicauda
Gila crassicauda е изчезнал вид лъчеперка от семейство Шаранови (Cyprinidae).

## Разпространение
Видът е бил разпространен в реките Сакраменто и Сан Уакин в Централната калифорнийска долина.